# Chlorophorus hederatus
Chlorophorus hederatus är en skalbaggsart som beskrevs av Heller 1926. Chlorophorus hederatus ingår i släktet Chlorophorus och familjen långhorningar.
Artens utbredningsområde är:
- Laos.
- Burma.

Inga underarter finns listade i Catalogue of Life.